# Kreis Siegen-Wittgenstein
Kreis Siegen-Wittgenstein is een Kreis in de Duitse deelstaat Noordrijn-Westfalen. Kreisstadt is de stad Siegen. De Kreis telt 275.491 inwoners (31 december 2020) op een oppervlakte van 1.132,89 km². Op 31 december 2020 had 12,32% van de inwoners een niet-Duits staatsburgerschap (33.950 niet-Duitsers) en hadden 210 inwoners het Nederlandse staatsburgerschap.

## Steden en gemeenten

Steden en gemeenten in Kreis Siegen-Wittgenstein.

De volgende steden en gemeenten liggen in de Kreis:
| Steden                                                                                         | Gemeenten                                             |
| ---------------------------------------------------------------------------------------------- | ----------------------------------------------------- |
| 1. Bad Berleburg 2. Bad Laasphe 3. Freudenberg 4. Hilchenbach 5. Kreuztal 6. Netphen 7. Siegen | 1. Burbach 2. Erndtebruck 3. Neunkirchen 4. Wilnsdorf |

Zie ook: Lijst van Kreise en kreisfreie steden in Noordrijn-Westfalen
Bad Berleburg · Bad Laasphe · Burbach · Erndtebrück · Freudenberg · Hilchenbach · Kreuztal · Netphen · Neunkirchen · Siegen · Wilnsdorf